# Pak-Tong jezik
Pak-Tong jezik (tong-pak; ISO 639-3: pkg), jezik istoimene podskupine čiji je jedini član, šire skupine istočnih admiralitetskih jezika, kojim govori 970 ljudi (Lincoln 1977) u provinciji Manus, na otocima Pak i Tong, Papua Nova Gvineja.
Postoje dva gotovo identična dijalekta, pak (nešto brojniji) i tong.

## Vanjske poveznice
- Ethnologue (14th)
- Ethnologue (15th)